# 侗寨鼓楼
侗族鼓楼是一种具有地域特色的建筑，广泛分布于中国贵州、湖南和广西等地区。这种建筑采用防腐木材料，采用木榫衔接技术，结构严密稳固。其特点是顶部梁柱高耸，结构错落有致，采用杠杆原理层层支撑而上。鼓楼在古代具有多种功能，如开会场所和警示外敌入侵等。由于其坚固的结构，防腐木材料的使用以及严密的榫卯连接，鼓楼可以保持数百年不腐不斜。